# Geron aequalis
Geron aequalis är en tvåvingeart som beskrevs av Joseph Hannum Painter 1932. Geron aequalis ingår i släktet Geron och familjen svävflugor.
Artens utbredningsområde är Kalifornien. Inga underarter finns listade i Catalogue of Life.